# Graeme Souness
Graeme James Souness (Edimburgo, 6 de maio de 1953) é um ex-treinador e ex-futebolista escocês que atuava como volante. Atualmente trabalha como comentarista da Sky Sports.
Quando jogador, foi o capitão do Liverpool no início da década de 1980, jogador-treinador do Rangers no final dos anos 80 e também capitão da Seleção Escocesa. Ele ainda atuou por Tottenham, Middlesbrough e Sampdoria.
A carreira de Souness como técnico começou em 1986, no Rangers. O treinador levou o clube a conquistar três títulos da Scottish Premiership (Campeonato Escocês) e quatro Copas da Liga, até ser contratado pelo Liverpool em 1991. Ele também passou por Galatasaray, Southampton, Torino, Benfica, Blackburn e Newcastle.

## Carreira como jogador

### Início
Souness foi criado na área de Saughton Mains, em Edimburgo, e torcia para o Rangers. Quando adolescente, Souness jogou no clube local, North Merchiston.
Em 1968, quando tinha 15 anos de idade e ainda defendia as categorias de base do Tottenham Hotspur, ele assinou seu primeiro contrato profissional. No entanto, subiu para a equipe principal e teve poucas chances com o técnico Bill Nicholson. Frustrado com a falta de oportunidades, o adolescente Souness supostamente informou a Nicholson que ele era o melhor jogador do clube. Assim, Souness estreou pelos Spurs em 1970, em um jogo válido pela Copa da UEFA.
Durante o verão de 1972, Souness jogou na NASL pelo Montreal Olympique. Ele atuou em 10 dos 14 jogos de sua equipe e foi nomeado na equipe All-Star da liga nessa temporada.

### Middlesbrough
Os Spurs venderam Souness para o Middlesbrough em 1972, por 30 mil libras. Ele estreou pela equipe no dia 6 de janeiro de 1973, em uma derrota por 2 a 1 para o Fulham no Craven Cottage. Seu primeiro gol veio em 11 de dezembro de 1973, em uma vitória por 3 a 0 sobre Preston North End, no Ayresome Park.
O estilo tenaz de Souness começou a ser visto durante seu tempo no Middlesbrough. Sua primeira temporada viu o Middlesbrough terminar em quarto na segunda divisão. Jack Charlton foi nomeado treinador do Middlesbrough em maio de 1973. Um dos primeiros contratações de Charlton foi o experiente ex-jogador do Celtic, Bobby Murdoch, um colega escocês que Souness citou como uma influência importante no desenvolvimento de seu estilo de jogo.
A promoção como campeões da Segunda Divisão seguiu em 1973–74. A influência de Souness foi demonstrada quando ele marcou um hat-trick no último jogo da temporada, uma vitória por 8 a 0 sobre o Sheffield Wednesday.

### Liverpool
A carreira de Souness é mais lembrado por suas sete temporadas no Liverpool, onde ele ganhou cinco campeonatos da Primeira Divisão, três Ligas dos Campeões da UEFA e quatro Copas da Liga.
O período de Souness em Anfield começou em janeiro de 1978, como substituto do veterano Ian Callaghan. Depois de vencer sua primeira Liga dos Campeões em 1977, o treinador do Liverpool, Bob Paisley, buscou reforços assinando com três jogadores escoceses, que contribuiriam substancialmente para o sucesso. O zagueiro central Alan Hansen chegou do Partick Thistle por 110 mil libras, Kenny Dalglish chegou do Celtic por uma taxa recorde de 440 mil libras. Souness formou a parte final do triunvirato escocês, deixando o Middlesbrough em circunstâncias amargas para uma taxa recorde de 350 mil libras, em 10 de janeiro de 1978.
A estreia de Souness no Liverpool aconteceu em uma vitória por 1 a 0 sobre o West Bromwich no The Hawthorns em 14 de janeiro de 1978. Seu primeiro gol - um voleio que acabou sendo premiado pela torcida - foi durante o 3 a 1 contra o Manchester United em Anfield, no dia 25 de fevereiro de 1978.
Souness desempenhou um papel fundamental na conquista do bicampeonato do Liverpool na Liga dos Campeões contra o Club Brugges, em 1978, no Estádio de Wembley, fornecendo o passe para Kenny Dalglish marcar o único gol do jogo.
As primeiras medalhas de campeão da Primeira Divisão de Souness foram conquistadas nas temporadas 1978–79 e 1979–80. A segunda medalha da Liga dos Campeões de Souness foi em 1981 com uma vitória por 1 a 0 sobre o Real Madrid - o culminar de uma campanha na qual Souness fez um hat-trick nas quartas de final contra o CSKA Sofia.
Esta explosão de sucesso levou Paisley a premiar Souness com a capitania da equipe na temporada 1981-82, para o desgosto do antigo capitão, Phil Thompson, que cometeu alguns erros naquela temporada e com quem Paisley teve uma briga violenta durante uma partida contra o Aston Villa. Thompson inicialmente se recusou a falar com Souness, alegando que ele havia "roubado a capitania". Este foi o começo de várias lutas duradouras entre os dois e nos próximos anos eles se enfrentariam em várias circunstâncias.
Sob a capitania de Souness, dois troféus se seguiram: a Primeira Divisão e a Taça da Liga, troféus que foram defendidos com sucesso na temporada 1982–83. Para a apresentação do troféu depois da vitória por 2 a 1 sobre o Manchester United em 1983, Souness recuou e insistiu que Paisley recebesse o troféu, sendo a temporada de aposentadoria do técnico.
Na temporada 1983–84, Souness levantou três troféus. Ele marcou o gol da vitória na final da Copa da Liga Inglesa, no Maine Road, contra o Everton. O Liverpool venceu o campeonato pela terceira temporada consecutiva e chegou à final da Liga dos Campeões da UEFA depois de vencer o campeão romeno Dínamo de Bucareste na semifinal. No primeiro jogo, Souness quebrou a mandíbula do capitão do Dínamo, Lică Movilă, mas passou impune pelo árbitro. Os Reds venceram a final de 1984 depois de uma vitória nos pênaltis sobre a Roma, com Souness marcando um dos pênaltis na disputa. Ao final da temporada, o volante não teve o seu vínculo renovado e acabou deixando a equipe. No total, Souness realizou 358 jogos e marcou 56 gols pelo Liverpool.

### Sampdoria
Foi contratado pela Sampdoria em julho de 1984, por um valor de 650 mil libras. Souness e Trevor Francis - jogador do clube de Gênova desde 1982 - acrescentaram experiência a um grupo emergente, incluindo bons nomes como Roberto Mancini, Pietro Vierchowod e Gianluca Vialli. Em sua primeira temporada, a Sampdoria venceu a Copa da Itália com uma vitória por 3 a 1 sobre o Milan, garantindo o troféu pela primeira vez na história do clube.

### Rangers
A carreira de Souness na Itália terminou em 1986, quando ele assumiu a posição de jogador-treinador no Rangers. Sua carreira de jogador no Ibrox começou de forma pouco auspiciosa. Sua estreia ocorreu na partida de abertura da temporada 1986–87, contra o Hibernian em sua cidade natal, Edimburgo e ele acabou sendo expulso após dois cartões amarelos nos primeiros 34 minutos.
Problemas disciplinares - algo que havia ocorrido periodicamente ao longo da carreira de Souness - ressurgiu em várias ocasiões durante seu tempo como jogador no Rangers e a sua passagem também foi prejudicado por uma lesão. Ele realizou 73 jogos no Rangers (50 no campeonato), marcando três gols antes de se aposentar como jogador em 1991, aos 38 anos.

## Seleção Nacional
Quando ainda jogava no Middlesbrough, Souness realizou sua primeira partida pela Seleção Escocesa no dia 30 de outubro de 1974, numa vitória por 3 a 0 sobre a Alemanha Oriental, no Hampden Park. Quando Souness foi selecionado pelo técnico Ally MacLeod para a Copa do Mundo FIFA de 1978 na Argentina, ele havia jogado apenas seis partidas pela seleção. Sua mudança para Liverpool, viu crescentes demandas para a concessão de um lugar regular. Uma derrota e um empate nos dois primeiros jogos da Escócia na fase de grupos da Copa do Mundo, contra o Peru e o Irã, fizeram com que Souness, recuperado de uma lesão, jogasse na partida decisiva do grupo contra a Holanda. Souness contribuiu para uma vitória por 3 a 2 que, no entanto, viu a Escócia ser eliminada do torneio pela diferença de gols.
Souness jogou em mais duas Copas do Mundo. A primeira, em 1982, na Espanha, viu Souness jogar todos os três jogos da fase de grupos. Seu primeiro gol pela Seleção chegou no jogo final antes da eliminação em um empate em 2 a 2 com a União Soviética em Málaga.
Souness jogou na Copa do Mundo FIFA de 1986 no México, em um momento em que Souness já havia sido nomeado jogador/treinador do Rangers. Souness jogou nas derrotas para a Dinamarca e a Alemanha Ocidental. Mais tarde, ele disse que teve desempenho ruim nesses jogos, tendo lutado com a altitude e perdendo uma quantidade significativa de peso e potência. Souness foi preterido pelo técnico Alex Ferguson no jogo final contra o Uruguai. Souness afirmou em sua autobiografia, The Management Years, que esta foi a única vez em toda a sua carreira que ele havia sido descartado. 
A carreira de Souness na Escócia terminou após a Copa do Mundo de 1986. Ele fez 54 jogos em quase 12 anos, marcando quatro gols.

## Carreira como treinador

### Rangers
Em abril de 1986, Souness foi nomeado o primeiro jogador-treinador do Rangers. Financiado inicialmente pelo então proprietário do clube, Lawrence Marlborough, Souness e o presidente do clube David Holmes embarcaram em uma estratégia ousada de recuperar a ascendência do futebol que o Rangers vinha buscando desesperadamente na Escócia após anos de domínio do Celtic e o surgimento da "New Firm" de Aberdeen e Dundee United. A nomeação de Souness como treinador do Rangers ganhou mais atenção, mas sua chegada como jogador também foi importante. Souness chegou ao Ibrox com a reputação de ser um dos principais meio-campistas da Europa, uma visão evidenciada por seu sucesso no Liverpool e, em menor escala, na Sampdoria.
O que veio popularmente ser chamado de "Revolução de Souness" começou com uma série de contratações importantes. A primeira temporada de Souness contou com a chegada de jogadores como Terry Butcher, ex-capitão do Ipswich Town, e Chris Woods, do Norwich City. As temporadas seguintes viram a chegada de outros jogadores da Seleção Inglesa como: Trevor Steven, Gary Stevens, Trevor Francis e Ray Wilkins.
Os Rangers de Souness rapidamente começaram a dominar o futebol escocês. Em sua primeira temporada, 1986–87, eles venceram o Campeonato e a Copa da Liga, derrotando o Celtic por 2 a 1 na final. Eles mantiveram a Copa da Liga em 1987–88, derrotando o Aberdeen nos pênaltis após a prorrogação. Mais dois campeonatos Escoceses foram ganhos, desta vez em sucessivas temporadas (1988–89 e 1989–90), e mais duas vitórias na Copa da Liga, contra Aberdeen 3 a 2 em 1988–89 e Celtic 2 a 1 (após prorrogação) em 1990–91. Em 1991, Souness deixou o Rangers para assumir o cargo de treinador do Liverpool. Ele foi substituído por seu assistente, Walter Smith, quatro partidas antes do final do que viria a se tornar outra temporada vencedora do campeonato.
O tempo de Souness em Ibrox foi marcado por uma persistente controvérsia. Seu ato mais notável foi a controversa contratação de Mo Johnston em 1989. Os Rangers, historicamente uma equipe apoiada pelos protestantes, foram amplamente considerados responsáveis por ter implementado durante a maior parte do século XX uma política de recusar-se a assinar com jogadores católicos. Embora houvesse muitos jogadores de Rangers da fé católica, particularmente antes de as divisões sectárias endurecerem após a Primeira Guerra Mundial, nenhuma delas foi tão importante quanto Johnston. Também foi significativo porque Johnston, um ex-jogador do Celtic e cobiçado internacional escocês, dias antes em uma conferência de imprensa no Celtic Park anunciou publicamente sua decisão de retornar ao seu ex-clube. Souness afirmou que a religião não era um problema para ele; sua primeira esposa era católica e os filhos desse casamento foram batizados católicos. Sua principal consideração era que Johnston era um bom jogador, mas ele também acreditava que a contratação iria prejudicar o Celtic.
Outras controvérsias centraram-se nos negócios de Souness com a Associação Escocesa de Futebol ("SFA") e as hierarquias da Liga Escocesa. Uma sucessão de comentários pós-jogo de confronto fez com que Souness aparecesse em conflito com as duas organizações. Em maio de 1990, Souness foi multado em 5 mil libras pela SFA por violar uma proibição da linha lateral depois que as imagens da televisão o mostraram na área do túnel gritando com seus jogadores em campo. Souness mais tarde alegou que esse conflito foi um dos principais fatores que precipitaram sua partida.
No total, Souness comandou os Rangers em 261 jogos, vencendo 125 de 193 partidas na Scottish Premiership (aproveitamento de 64%).

### Liverpool
Kenny Dalglish, que havia jogado ao lado de Souness no Liverpool, renunciou ao cargo de técnico do Liverpool em fevereiro de 1991. O técnico Ronnie Moran foi colocado temporariamente sob custódia após a renúncia de Dalglish, mas ele não queria o emprego permanentemente. Souness foi nomeado treinador do Liverpool, tendo assinado um contrato de cinco anos, no dia 16 de abril.
Souness fez uma grande reorganização da equipe para a temporada seguinte, trazendo Dean Saunders por um recorde de 2,9 milhões de libras, assim como os defensores Mark Wright e Rob Jones e o meia Mark Waters. Ele também deu um lugar regular na equipe para o meia de 19 anos de idade, Steve McManaman, e perto do final dessa temporada, ele deu um contrato profissional ao atacante Robbie Fowler.
Durante os primeiros jogos da temporada 1991/92, o Liverpool parecia um sério candidato ao título, mas logo se tornou uma disputa apenas entre o Manchester United e o Leeds United. O Leeds acabou conquistando o título, enquanto o Liverpool ficou em sexto. Eles voltaram à competição europeia naquela temporada, seis anos após a tragédia de Heysel em 1985, e chegaram as quartas de final da Copa da UEFA, onde foram eliminados por Genoa.
Souness teve que passar por uma cirurgia cardíaca em abril de 1992. Apesar disso, o escocês participou da final da Copa da Inglaterra de 1992, na qual o Liverpool venceu por 2 a 0 contra o Sunderland, contra o conselho de seus médicos.
A temporada de 1992–93 foi uma temporada ainda frustrante para Souness. Logo após o início da temporada, ele vendeu Dean Saunders para o Aston Villa. Enquanto Saunders foi um jogador chave no quase título do Villa, seu sucessor Paul Stewart provou ser talvez o maior fracasso de Souness no Liverpool, marcando apenas um gol em 32 partidas nas próximas duas temporadas. O artilheiro Ian Rush estava tendo dificuldades para conseguir gols e o Liverpool passou a maior parte da temporada na metade inferior da tabela. Eles estavam em 15º lugar em março, mas um excelente desempenho na reta final da temporada, no qual Rush marcou 11 gols na Premier League, fizeram com que eles terminassem em sexto.
Os torcedores estavam perdendo a paciência com Souness, mas ele fez uma última tentativa de revitalizar o Liverpool ao contratar o zagueiro Julian Dicks e o atacante Nigel Clough para a temporada 1993–94. A temporada começou bem, mas uma má fase no início do inverno efetivamente acabou com as esperanças do título da Premier League e Souness renunciou ao cargo de técnico do Liverpool no final de janeiro de 1994, quando o Liverpool sofreu uma chocante eliminação da Copa da Inglaterra pelo Bristol City. Ele foi substituído pelo técnico Roy Evans.

### Galatasaray
Depois de deixar o Liverpool, Souness ficou sem trabalho por mais de um ano, apesar dos relatos no final da temporada de 1993–94, ligando-o a um retorno ao Middlesbrough, desta vez como treinador, um trabalho que foi para Bryan Robson.
Em junho de 1995, Souness acertou sua ida para o Galatasaray, da Turquia. O técnico novamente conseguiu causar uma polêmica, quase provocando uma rebelião depois de colocar uma grande bandeira do Galatasaray no meio-campo do rival Fenerbahçe, após a vitória do Galatasaray na Copa da Turquia, em 24 de abril de 1996. A imagem icônica do vencedor plantando a bandeira fez comparações com o herói turco Ulubatli Hasan, que foi morto quando ele plantou a bandeira otomana no final do cerco de Constantinopla. Isso valeu o apelido de "Ulubatlı Souness".

### Southampton
Souness então retornou à Inglaterra para treinar o Southampton, mas depois de uma temporada ele se demitiu, citando diferenças com o presidente Rupert Lowe. Souness é talvez mais lembrado em Southampton por ter contratado o jogador senegalês Ali Dia, supostamente por recomendação do ex-jogador George Weah. Souness não checou nenhuma das credenciais de Dia como um bom jogador, o que provou ser uma farsa instigada pelo agente de Dia (que havia feito a chamada inicial). Quando Dia fez sua única aparição na Premier League, como substituto de Matt Le Tissier, ele teve um desempenho incrivelmente ruim e foi substituído.
Os Saints conseguiu evitar o rebaixamento da Premier League na única temporada de Souness como treinador, terminando em 16º, mas ele renunciou no final de maio de 1997. Em poucos dias, o Everton, rival local do Liverpool, estava interessado em nomear Souness como treinador. para suceder Joe Royle, mas isso nunca ocorreu.

### Torino
Depois de sua passagem pelo Southampton, Souness voltou à Itália para se tornar o técnico do Torino. Quando ele chegou, ficou claro que ele não teria voz ativa em quais jogadores ele poderia comprar ou vender, já que o dono do clube tomava essas decisões. Souness durou apenas quatro meses antes de ser demitido.

### Benfica
Em 1997, Souness foi contratado pelo novo presidente do Benfica, João Vale e Azevedo, que prometeu devolver o clube à sua antiga glória. O treinador escocês trouxe vários jogadores britânicos da Premier League, incluindo os defensores Steve Harkness e Gary Charles, os meias Michael Thomas e Mark Pembridge e os atacantes Dean Saunders e Brian Deane, além de se recusarem a contratar o talentoso Deco. Um ano e meio depois, Souness deixou o clube e declarou: "Vale e Azevedo mente quando olha nos olhos. Cuidado, esse homem é perigoso". Todos os futebolistas britânicos do Benfica, incluindo o lateral esquerdo Scott Minto, também deixaram o clube.

### Blackburn
Souness então se tornou treinador do Blackburn, ganhando a promoção de volta à Premier League em sua primeira temporada completa. Durante seus quatro anos em Blackburn, ele inicialmente tirou o melhor partido de jovens talentosos como Damien Duff, David Dunn e Matt Jansen; trouxe Henning Berg de volta ao clube e contratou grandes nomes como Andy Cole, Tugay Kerimoğlu, Brad Friedel e Dwight Yorke. Cole e Jansen marcaram na vitória do Blackburn por 2 a 1 sobre o Tottenham, em 2002.
Depois de menos de um mês da temporada seguinte, muitos fãs de Blackburn começaram a expressar sérias dúvidas no manuseio de Souness no clube. Seus métodos autoritários levaram à partida de Yorke, Cole, Dunn, Berg e Keith Gillespie.
Souness deixou o Blackburn em 2004, sendo contratado pelo Newcastle United.

### Newcastle United
Apesar de um começo promissor, Souness rapidamente se desentendeu com vários jogadores, incluindo o atacante Craig Bellamy. Acredita-se que Laurent Robert, Olivier Bernard e Jermaine Jenas tenham deixado o clube após brigas com Souness. O clube terminou em 14º na Premier League, e apesar de chegar às quartas de final da Copa da UEFA e às semifinais da Copa da Inglaterra, Souness se viu sob pressão crescente dos torcedores dos Magpies.
O Newcastle começou a temporada de 2005–06 apresentado maus resultados, mas Souness esperava que a compra de Michael Owen do Real Madrid, em 30 de agosto de 2005, por uma taxa recorde de 17 milhões de libras, ajudaria a mudar a sorte do clube. O fato foi confirmado com a vitória por 3 a 2 sobre o Sunderland no derby de Tyne-Wear, com direito a mais três vitórias na sequência. Ainda assim, Souness recebeu questionamentos; sua decisão de escalar Alan Shearer e Michael Owen como titulares pareceu astuta. Os planos do treinador foram por água abaixo no dia 30 de dezembro, quando Owen quebrou o quinto metatarso do seu pé direito. Na ocasião, o atacante se chocou o goleiro Paul Robinson durante um jogo contra o Tottenham, e ficou fora de ação por três meses.
Em fevereiro de 2006, apesar dos gastos de 50 milhões de libras desde a chegada de Souness, o Newcastle United amargava um 15º na tabela da Premier League. Assim, no dia 2 de fevereiro, Souness foi demitido pelo presidente Freddy Shepard e substituído por Glenn Roeder. No final de seu período como treinador de Newcastle, o escocês foi profundamente impopular com os fãs de Newcastle, como evidenciado pela frequência e vociferante dos cânticos de "Souness Oot".
Em maio de 2008, Souness foi nomeado pelo jornal Observer Sport Monthly como o "Pior Gerente de Futebol", citando suas falhas no Newcastle e no Liverpool como as principais razões.

## Pós-carreira
Souness trabalhou como analista de televisão no Reino Unido e na Irlanda regularmente. Ele é atualmente um dos principais analistas da Sky Sports na Premier League, aparecendo regularmente no programa Super Sunday, além de ter sido um dos principais especialistas usados na cobertura da Liga dos Campeões da UEFA até 2015. Souness também trabalha na TV3 da Irlanda e na BEIN Sports do Catar, principalmente durante os torneios internacionais de verão e semanas de jogos da Liga dos Campeões. Ele também aparece na cobertura da Sky Sports na Copa da Liga e do Campeonato Escocês.
Souness contribuiu para a cobertura da RTÉ Sport sobre a Copa do Mundo FIFA de 2010, ao lado de Johnny Giles, Eamon Dunphy, Liam Brady, Ronnie Whelan, Denis Irwin, Ossie Ardiles e Dietmar Hamann durante a fase de grupos.
Durante a análise do jogo da Copa do Mundo entre Gana e Sérvia, no dia 13 de junho de 2010, Souness fez um controverso comentário de estupro envolvendo Nemanja Vidić e Fernando Torres. Na transmissão ao vivo, o comentarista afirmou: "Vidic foi estuprado... desculpe, desmontado por Torres em Liverpool", que obrigou a RTÉ a censurar Souness e se desculpar publicamente após um intervalo comercial.

## Títulos como jogador
Tottenham
- Copa da Inglaterra: 1969–70

Middlesbrough
- EFL Championship: 1973–74

Liverpool
- Football League First Division: 1978–79, 1979–80, 1981–82, 1982–83 e 1983–84
- Copa da Liga Inglesa: 1981–82, 1982–83 e 1983–84
- Supercopa da Inglaterra: 1979, 1980 e 1982
- Liga dos Campeões da UEFA: 1977–78, 1980–81 e 1983–84

Sampdoria
- Coppa Italia: 1984–85

Rangers
- Scottish Premiership: 1986–87
- Copa da Liga Escocesa: 1986–87

### Prêmios individuais
- Equipe do Ano PFA da Football League First Division: 1980–81, 1981–82, 1982–83 e 1983–84

### Artilharias
- Taça dos Clubes Campeões Europeus de 1980–81 (6 gols)

## Títulos como treinador
Rangers
- Scottish Premiership: 1986–87, 1988–89 e 1989–90
- Copa da Liga Escocesa: 1986–87, 1987–88, 1988–89 e 1990–91

Liverpool
- Copa da Inglaterra: 1991–92

Galatasaray
- Copa da Turquia: 1995–96
- Supercopa da Turquia: 1996

Blackburn Rovers
- Copa da Liga Inglesa: 2001–02

### Prêmios individuais
- Football League 100 Legends
- Hall da Fama do Futebol Inglês
- Hall da Fama do Futebol Escocês
- Equipe do Século da PFA (1977–1996): 2007